# Xiyeon
Xiyeon (coréen: 박정현), nom de scène de Park Jung-hyun, née le 14 novembre 2000 à Anyang, est une actrice et chanteuse sud-coréenne.
Ancienne enfant actrice et mannequin, elle se forme chez Pledis Entertainment pendant neuf ans avant de faire ses débuts officiels en tant que membre du girl group Pristin en 2017.

## Carrière
Enfant, elle apparaît dans plusieurs publicités pour diverses entreprises et produits, et plus particulièrement, une vidéo de sécurité pour Korean Air. Elle a également de petits rôles dans quelques séries dramatiques et dans des films. Elle fait une audition pour Pledis Entertainment et se forme pendant neuf ans au sein de l'entreprise. En tant que l'une de leurs stagiaires, elle est présente dans des vidéoclips de ses camarades de label tels qu'After School et Orange Caramel.
Sous le nom de Park Si-yeon, elle et six autres stagiaires féminines de Pledis rejoignent le programme  de télévision de Mnet Produce 101 qui vise à créer un girl group de onze membres à partir d'un groupe de 101 stagiaires féminines de diverses sociétés de divertissement coréennes promu pendant un an par YMC Entertainment. L'émission est diffusée du 22 janvier au 1er avril 2016. Elle échoue en se classant 25e dans le dixième épisode de l'émission.
Alors que Nayoung et Kyulkyung sont occupées par la promotion d'I.O.I, Xiyeon et les quatre stagiaires féminines éliminées de Pledis Entertainment avec l'ajout de Sungyeon, Yehana et Kyla, appartiennent aux Pledis Girlz, un groupe d'apprentissage de Pledis dont Nayoung et Kyulkyung faisaient également partie. Le 27 juin 2016, elles sortent le single We, qu'elle a co-écrit avec trois autres membres, accompagné d'un clip vidéo. Xiyeon donne des concerts hebdomadaires avec le groupe de mai à septembre et est accompagnée par Nayoung et Kyulkyung à deux reprises, avec un dernier concert le 6 janvier 2017 juste après la séparation d'IOI. Pendant le concert, elles annoncent le nom de leur groupe et font leurs débuts officiels le 21 mars 2017 dans le girl group de 10 membres Pristin en sortant leur premier EP Hi! Pristin avec le premier single Wee Woo. Xiyeon participe à la production de l'album et l'un des morceaux Over n Over écrit par elle et cinq autres membres.
Le 22 avril, elle devient l'animatrice de l'émission musicale sud-coréenne Show! Music Core avec Cha Eun-woo, membre d'Astro. En août 2017, Pristin sort son deuxième EP Schxxl Out avec deux chansons co-composées par Xiyeon et trois avec des paroles co-écrites par elle.
Le 24 mai 2019, Pristin est officiellement dissous. Pledis Entertainment annonce que Xiyeon quitte le label.
En mai 2020, Park annonce via son compte Instagram qu'elle poursuivra sa carrière d'actrice sous le nom de Park Xiyeon et travailler sur un film indépendant Dieter Fighter. Park signe avec Soo Yeon Kang Entertainment en juillet 2020. En juillet 2021, Dieter Fighter est présente au 25e Festival international du film fantastique de Puchon, où Park remporte le prix de la mention spéciale du jury de l'actrice fantastique.